# Munkängarna
Munkängarna är ett naturreservat inom Kinnekulle naturvårdsområde i Götene kommun i Västergötland.
Området är skyddat sedan 2007 och omfattar 76 hektar. Det ligger på platåberget Kinnekulles nordvästra sida och nås lätt med en promenad från Råbäcks station. Reservatet består mest av en högstammig och lummig ädellövskog. Ask och alm är vanligast men bland de äldre märks ek och lind.

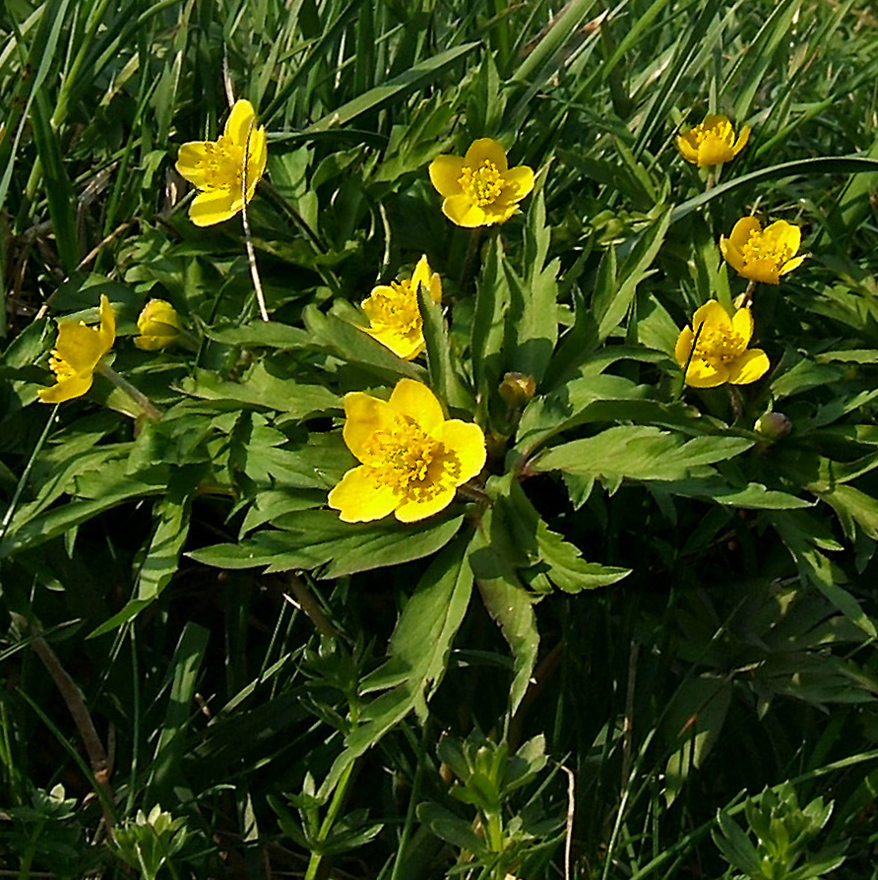
Gulsippa

Munkängarna har under lång tid varit en slåtteräng som tillhört Hellekis och Råbäcks herrgårdar. Under 1800-talet gjordes delar av ängen om till en engelsk park som var öppen för allmänheten. På försommaren finns ett hav av vitsippor, gulsippor, nunneört, lundviol och ramslök. Här lever även hundratals arter av svampar, lavar, insekter, örter och fåglar. 
Genom en stor del av reservatet löper Kinnekulle vandringsled. 
Munkängarna ingår i EU:s nätverk av skyddade områden, Natura 2000.